# Châteauneuf-du-Pape
Châteauneuf-du-Pape – miejscowość i gmina we Francji, w regionie Prowansja-Alpy-Lazurowe Wybrzeże, w departamencie Vaucluse.
Według danych na rok 1990 gminę zamieszkiwały 2062 osoby, a gęstość zaludnienia wynosiła 80 osób/km² (wśród 963 gmin regionu Prowansja-Alpy-W. Lazurowe Châteauneuf-du-Pape plasuje się na 265. miejscu pod względem liczby ludności, natomiast pod względem powierzchni na miejscu 395.).